# جون دبليو. كريغتون جونيور
جون دبليو. كريغتون جونيور (بالإنجليزية: John W. Creighton, Jr.)‏ هو مسير أعمال أمريكي، ولد في 1933.